# The Code
『The Code』は、2001年に制作された、Linuxに関するフィンランド発の英語のドキュメンタリー映画である。自由ソフトウェア運動において影響力のある人物が多数出演している。

## 著名な出演者
以下の自由ソフトウェアまたはオープンソースの支持者・プログラマが出演している。
- リーナス・トーバルズ
- リチャード・ストールマン
- アラン・コックス
- エリック・レイモンド
- ボブ・ヤング
- ジョン・ホール
- セオドア・ツォー
- デイヴィッド・S・ミラー
- ミゲル・デ・イカザ
- アリ・レムケ（英語版）
- エリック・オールマン
- アンドリュー・レナード（英語版）
- ラリー・オーガスティン
- Martti Tienari
- Sun Yu-Fang
- Liang Changtai
- Jay Salzenberg